# Кагальницкое сельское поселение (Кагальницкий район)
Кагальницкое сельское поселение — муниципальное образование в Кагальницком районе Ростовской области. 
Административный центр поселения — станица Кагальницкая, которая является также и районным центром.

## История
Кагальницкое сельское поселение создано в 2005 году на территории бывшего Кагальницкого сельсовета и с тех пор существует в неизменных границах.
По данным на 1926 год Кагальницкий сельсовет входил в состав Батайского района Донского округа Северо-Кавказского края.
В 1978 году упразднён хутор Аверьяновка.
До 2000 года в состав Кагальницкого сельсовета (предшественника Кагальницкого сельского поселения) входил хутор Привокзальный. По решению Законодательного собрания Ростовской области хутор был включён в состав станицы Кагальницкой «в связи с их фактическим слиянием».

## Административное устройство
В состав Кагальницкого сельского поселения входят:
- станица Кагальницкая
- хутор Кагальничек
- посёлок Малиновка

## Население
| 2010  | 2012  | 2013  | 2014  | 2015  | 2016  | 2017  |
| ----- | ----- | ----- | ----- | ----- | ----- | ----- |
| 7644  | ↘7493 | ↘7362 | ↘7216 | ↘7132 | ↘7032 | ↘6889 |
| 2018  | 2019  | 2020  | 2021  |       |       |       |
| ↘6792 | ↘6712 | ↘6621 | ↘6556 |       |       |       |